# Jean Montalat
Jean Montalat, né le 12 juillet 1912 à Tulle et mort le 22 septembre 1971 à Limoges, est un homme politique français. Député de Corrèze, il a notamment fait connaître en 1964 la célèbre formule « La Corrèze avant le Zambèze », souvent attribuée par erreur à Raymond Cartier,.

## Jeunes années
Fils d'officier, Jean Montalat fait ses études au lycée Gay-Lussac à Limoges, puis au Prytanée militaire de la Flèche. Après quelques années passées sur les bancs de la Faculté, à Limoges puis à Strasbourg, il s'installe comme pharmacien à Tulle en 1935.

## Seconde Guerre mondiale
Mobilisé en septembre 1939, il rejoint après la défaite le réseau Alliance. Pourchassé par la Gestapo, il parvient en 1943 à gagner l'Algérie et entre à l'état-major des Forces françaises libres, auprès du général Cochet. Au lendemain de la guerre, Montalat se voit décerner, pour son action dans la Résistance, la Légion d'honneur, la croix de guerre 1939-1945, la Médaille de la Résistance et la Médaille des évadés.

## Carrière politique
Membre dès avant la guerre des Jeunesses socialistes, Montalat devient à la Libération secrétaire de la fédération socialiste de la Corrèze. À l'occasion des élections d'octobre 1947, il entre au conseil municipal de Tulle et devient moins de deux ans plus tard, le 9 mai 1949, le premier adjoint au maire.
Candidat aux élections législatives du 17 juin 1951 dans la 1re circonscription de la Corrèze, Montalat figure en deuxième position, derrière Henri Queuille, sur une liste commune au Parti radical, à la SFIO, au MRP et au RGR. La liste emporte deux des quatre sièges à pourvoir. Les deux autres sièges vont aux communistes Léonard Chausson et Jean Goudoux. Le scrutin voit la défaite du candidat du RPF, l'ancien ministre des armées et député sortant Edmond Michelet.
Délaissant son officine de Tulle pour se consacrer entièrement à ses activités politiques, Montalat est nommé membre de la Commission de la défense nationale et des forces armées, dont il est aussi élu secrétaire, de la Commission de la famille, de la population et de la santé publique, et de la Commission des immunités parlementaires. Il est par ailleurs désigné par la Commission de la défense nationale pour siéger au sein de la « Commission de coordination pour l'examen des problèmes intéressant les États associés d'Indochine ». Son activité parlementaire de témoigne d'un certain éclectisme, puisqu'elle touche aussi bien aux questions sanitaires et sociales (il est l'auteur de plusieurs textes sur la répression de l'usage et du trafic de stupéfiants) qu'aux questions militaires et stratégiques. 
Montalat est intervenu en particulier à plusieurs reprises à la tribune de l'Assemblée nationale pour réclamer la réouverture par la justice française du dossier du général Heinz Lammerding, commandant la division Das Reich, responsable en juin 1944 du massacre de Tulle et du massacre d'Oradour-sur-Glane.
Candidat au renouvellement de son mandat aux élections législatives du 2 janvier 1956, Montalat est cette fois placé en première position sur la liste de la SFIO. Il conclut un apparentement avec la liste radicale de Henri Queuille et la liste indépendante d'Ernest Bounaix. La liste emporte l'un des quatre sièges à pourvoir. Queuille retrouve lui aussi son siège, et le PCF obtient de nouveau deux élus.
Montalat retrouve la Commission de la défense nationale, la Commission de la famille, de la population et de la santé publique et la Commission des immunités parlementaires. Il est par ailleurs élu, le 2 juillet 1957, vice-président de la Commission de la défense nationale. Le député de la Corrèze dépose au cours de la législature plusieurs textes importants. Il est notamment l'auteur d'un rapport, déposé le 7 mars 1956 au nom de la Commission de l'intérieur, sur le projet de loi accordant au gouvernement des pouvoirs spéciaux pour le rétablissement de l'ordre en Algérie. En qualité de rapporteur, il intervient le lendemain à la tribune de l'Assemblée, pour souligner la nécessité de « promouvoir de toute urgence une politique sociale et économique en faveur des musulmans algériens » et rappeler l'« indissolubilité » des liens qui unissent la France et l'Algérie.
Montalat dépose aussi, le 15 novembre 1956, une proposition de résolution tendant à inviter le gouvernement à obtenir que la création d'une « Commission internationale d'enquête sur les crimes contre l'humanité », amorce d'une véritable juridiction pénale internationale, soit inscrite à l'ordre du jour de la prochaine session de l'Organisation des Nations unies : « marquée par un paroxysme de la criminalité internationale ainsi que par la découverte de moyens de destruction capables d'anéantir toute vie humaine sur la surface de la terre en quelques heures, à cause même de cette marque, notre époque est, doit être, celle de l'instauration d'un ordre public légal international », écrit-il dans ce texte aux accents prophétiques.
Il intervient encore longuement le 27 février 1958, au cours de la discussion du projet de loi de finances pour 1958, pour évoquer le programme français de construction d'un armement nucléaire, qui est « officiellement clandestin » et déjà bien avancé grâce aux travaux menées par le Commissariat à l'énergie atomique depuis le début des années 1950. Devant le ministre de la défense nationale et des forces armées, Jacques Chaban-Delmas, Jean Montalat plaide pour un changement dans la répartition des compétences entre le CEA et les armées : « il faut que le Commissariat à l'Energie Atomique soit chargé de préparer les matières fissiles et que toutes les études connexes sur la balistique, la chimie, la physique, les matériaux, les mathématiques soient confiées à l'armée qui dispose des équipes nécessaires pour ce travail », demande le député de la Corrèze. Il ne sera pas entendu puisque quelques mois plus tard, en septembre 1958, la création de la Direction des applications militaires (DAM) viendra sceller la prééminence du Commissariat à l'énergie atomique dans la conduite du programme nucléaire militaire français.
Il est partisan du retour au pouvoir du général de Gaulle et vote pour lui le 1er juin 1958.
Il est l'auteur, ou le diffuseur, de la formule La Corrèze avant le Zambèze (discours à l'Assemblée nationale en juin 1964).
Élu maire de Tulle en 1959, réélu en 1965, il conserve son mandat jusqu'aux élections de 1971 et décède en septembre de la même année d'un accident de voiture à Naves (Corrèze).
Il est enterré au cimetière du Puy Saint-Clair à Tulle.

## Décorations
- Chevalier de la Légion d'honneur à titre militaire[4]
- Croix de guerre 1939-1945
- Médaille de la Résistance française
- Médaille des évadés
- Médaille de l’Education physique et sportive